# 440833 Kristenwalbolt
440833 Kristenwalbolt è un asteroide della fascia principale. Scoperto nel 2006, presenta un'orbita caratterizzata da un semiasse maggiore pari a 2,869400 UA e da un'eccentricità di 0,065012, inclinata di 1,517607° rispetto all'eclittica.